# Bitva u Leny

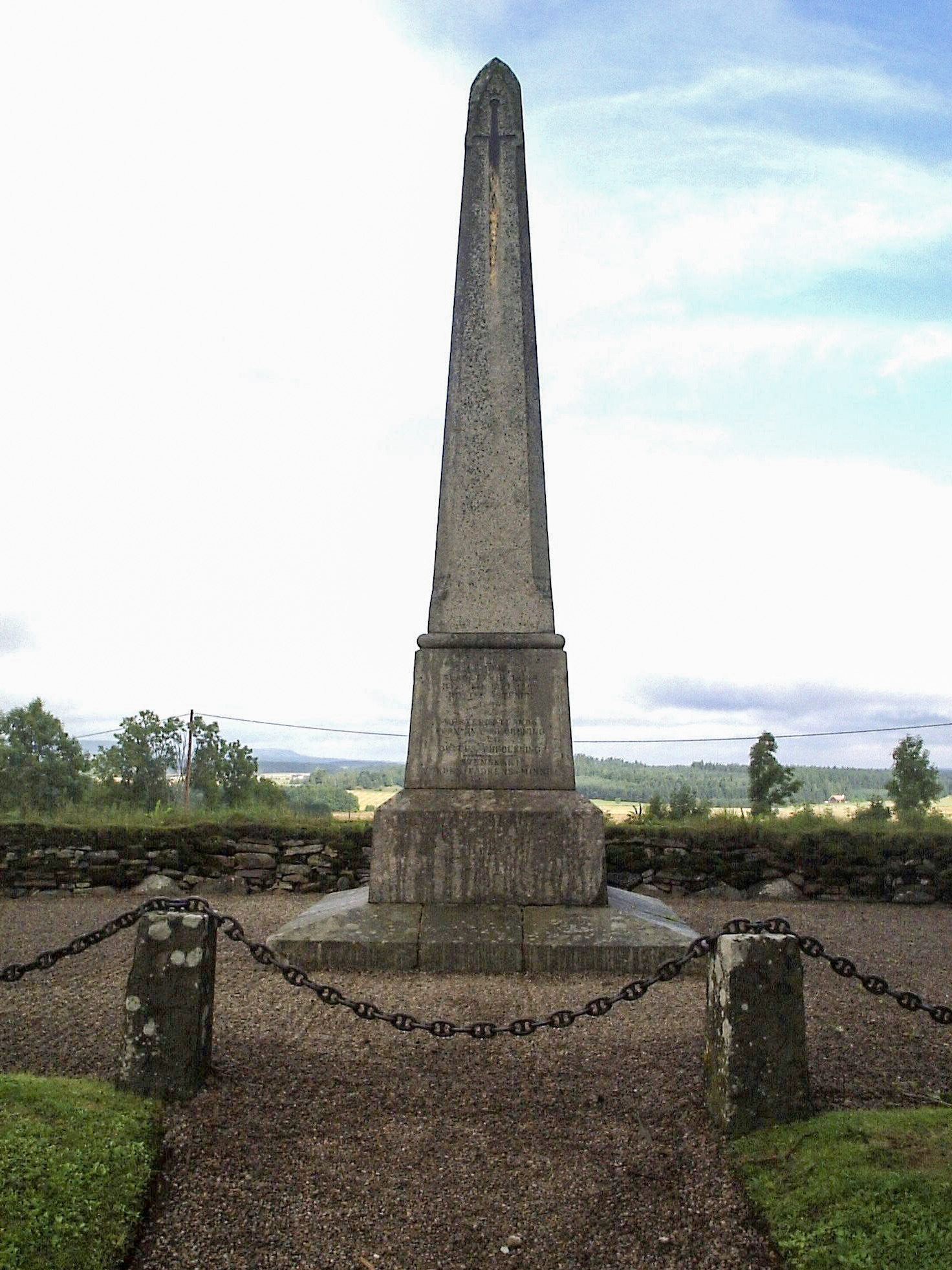
Památník bitvy u Leny

Bitva u Leny se odehrála 31. ledna 1208 pravděpodobně v blízkosti švédské osady Kungslena u obce Tidaholms v severní části historické oblasti Västergötland. Střetl se v ní švédský král Sverker II. s princem Erikem Knutssonem, synem předchozího krále Knuta I.
Bitva byla součástí bojů o královskou korunu mezi rodem Sverkerů a Erikovců, k jejichž prvnímu střetu došlo v roce 1205 v bitvě u Älgaråsu. Jejich spor zároveň využil dánský král Valdemar II., který se snažil připojit Västergötland k Dánsku.
Podle středověkých údajů shromáždil Sverker II. významně podporovaný dánským králem armádu o síle 12 000–18 000 mužů. Dánské části vojska velel Ebbe Sunesson se svými bratry. Erik Knutsson velel 7 000–10 000 mužů a podporovalo ho malé množství vojáků z Norska.
Boj vyhrál Erik, kterého podle legendy podpořil samotný Ódin. Podle některých historiků využil Erik zimní počasí, kdy byli dánští rytíři v hlubokém sněhu příliš pomalí. Ebbe Sunesson v bitvě padl a Sverker II. uprchl se svým biskupem Valeriem do Dánska. Erik byl zvolen králem, ale boje o trůn pokračovaly dále a vyvrcholily roku 1210 v bitvě u Gestilrenu.